# Tunnel de Foix
Le tunnel de Foix est un tunnel routier situé sur les communes d'Arabaux et de Foix dans le département d'Ariège, en France. Il est emprunté par la RN20 (E9). Il permet de contourner le centre-ville de Foix.

## Historique

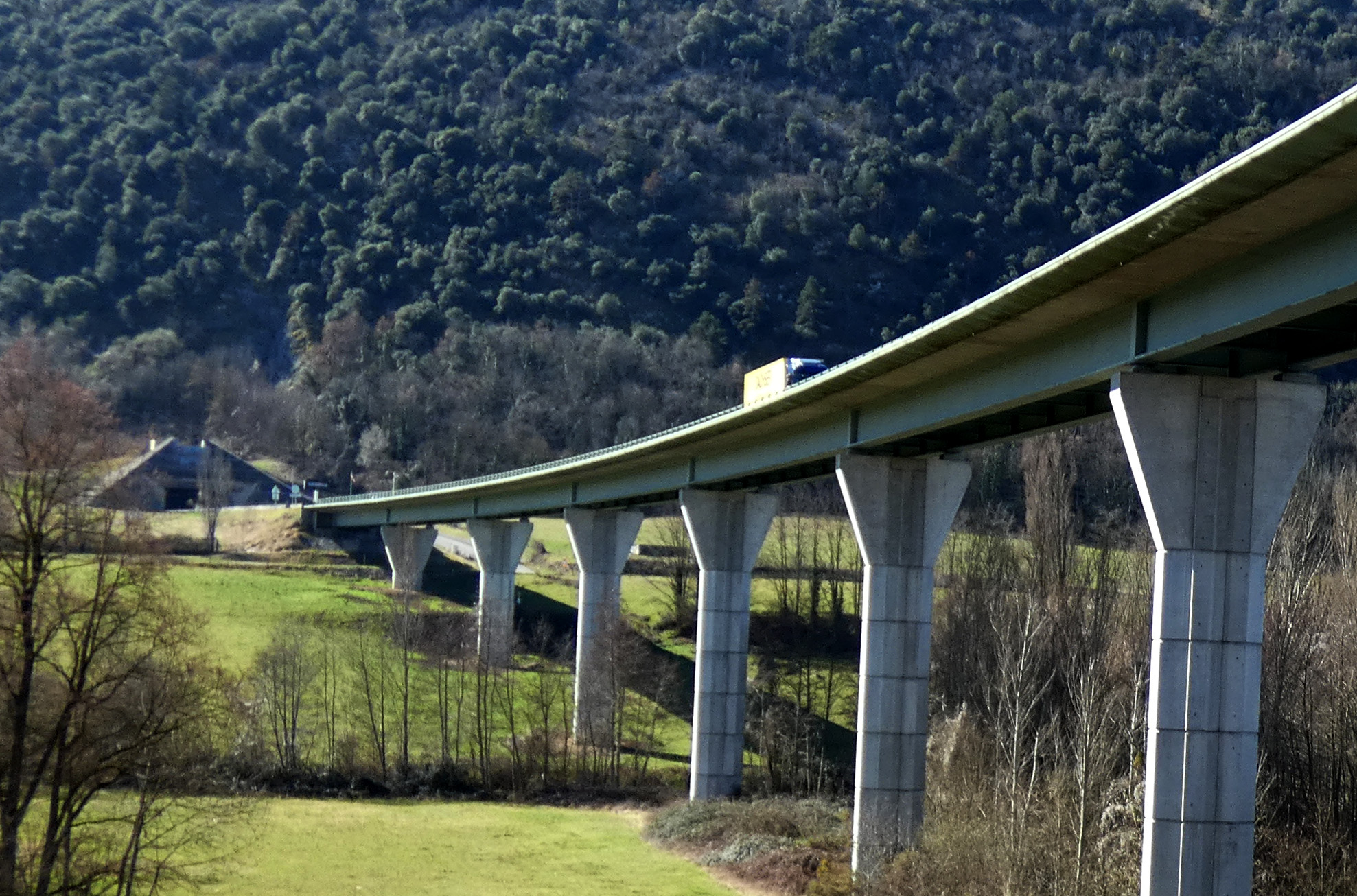
Succession viaduc de l'Alses - tunnel de Foix.

À l'est de Foix, le tunnel de 2 159 m a été creusé en 1996 et ouvert à la circulation des véhicules légers en février 2001, son accès nord est précédé par le viaduc de l'Alses, autre constituant majeur du contournement de Foix par la RN 20 - E9.
Déjà entrepris alors que survenait la catastrophe du tunnel du Mont-Blanc le 24 mars 1999 qui a généré de nouvelles normes de sécurité, le tunnel a donc été fermé en 2004 pour des travaux d'amélioration et de mise aux normes en vue de la circulation des poids lourds, et fut rouvert en novembre.
Le 1er juillet 2016, la limitation de vitesse a été baissée de 90 km/h à 70 km/h.
Ses fermetures récurrentes pour des raisons diverses interpellent les usagers,.

## Caractéristiques
D'une longueur de 2 159 m, il est constitué d'un tube bidirectionnel avec deux voies de circulation. Son entrée nord est sur la commune d'Arabaux et l'entrée sud à Foix.
Son accès est gratuit.
Le trafic moyen est de 16 000 véhicules par jour dont 900 à 1 000 poids lourds. Il peut atteindre 25 000 véhicules par jour à certaines périodes.

## Surveillance
Un centre d'ingénierie et de gestion du trafic (CIGT) basé à Saint-Paul-de-Jarrat surveille les accès et l'intérieur du tunnel en permanence. Ce même centre surveille également le tunnel de Saint-Béat situé en Haute-Garonne.